# Groebertherium
Groebertherium es un género extinto de mamífero del orden Dryolestida de las formaciones Los Alamitos y Allen del Cretácico Superior de Argentina. No está estrechamente relacionado con otros Dryolestida contemporáneos, todos los cuales forman parte del clado Meridiolestida.

## Clasificación
Groebertherium se ha clasificado constantemente dentro de Dryolestida y fuera de Meridiolestida, aunque su ubicación exacta varía entre varios estudios. Rougier et al. (2011), por ejemplo, lo clasifica como miembro de Dryolestidae, convirtiéndolo en un superviviente relictual de este clado con una brecha de 40 millones de años en relación con los drioléstidos más jóvenes del norte, mientras que Harper et al. 2018 lo sitúa un poco más cerca de Meridiolestida que de los driolestoideos del norte.

## Paleobiología
A diferencia de los meridiolestidanos, conserva un gancho parastilar en sus dientes molariformes. Por lo tanto, probablemente fue menos especializado en la masticación transversal (de lado a lado). Era bastante similar a Dryolestes, lo que indica un estilo de vida similar al tenrec o al erizo de tierra.